# Ostrożeń dwubarwny

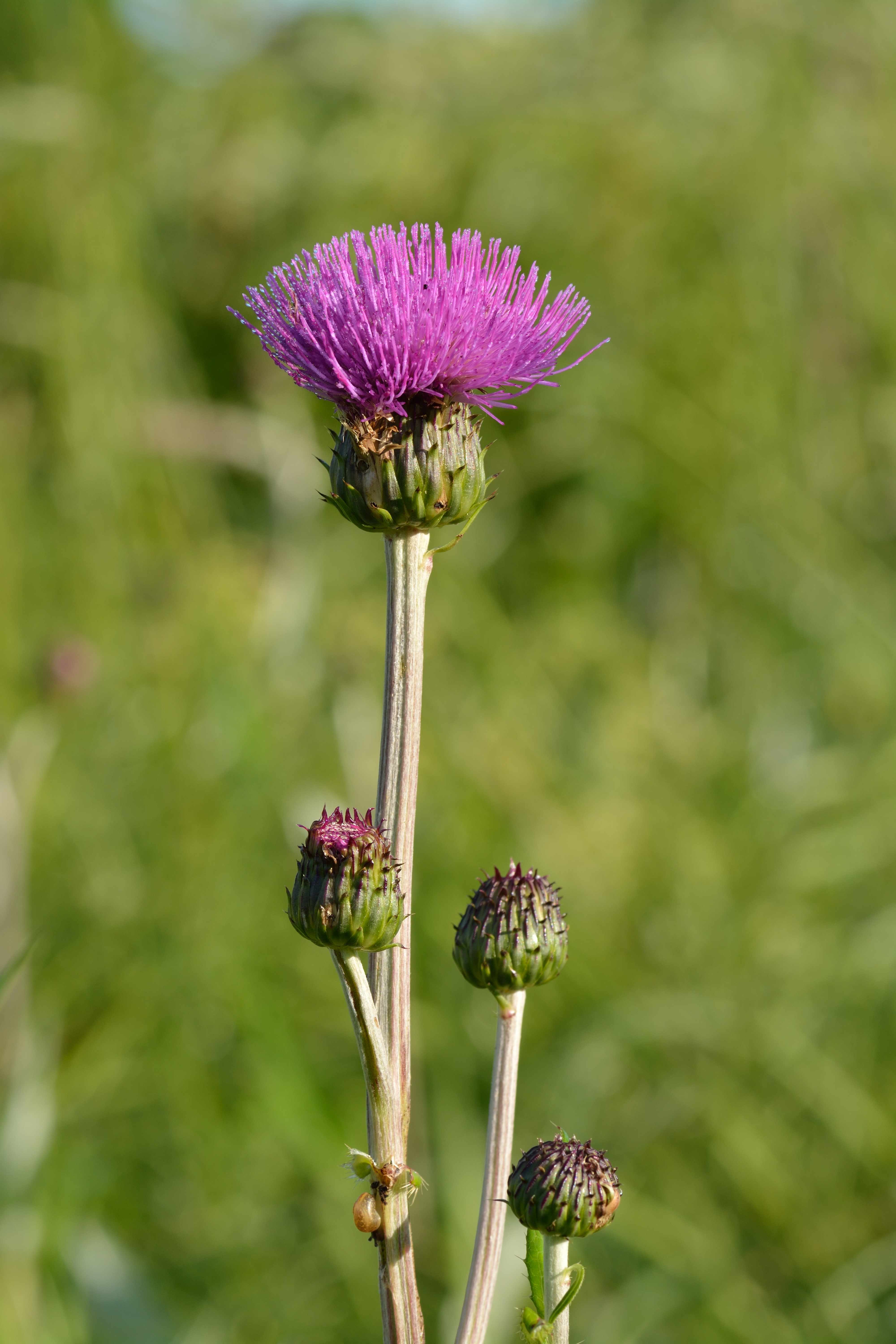
Kwiatostan

Ostrożeń dwubarwny oset różnolistny (Cirsium helenioides (L.) Hill.) – gatunek rośliny należący do rodziny astrowatych. Status gatunku we florze Polski: gatunek rodzimy.

## Rozmieszczenie geograficzne
Gatunek arktyczno-alpejski. Występuje w Europie i na Syberii. Zwarty zasięg występowania ciągnie się od Wysp Brytyjskich poprzez Europę Północną i Wschodnią, Skandynawię i Syberię po Ałtaj. W północnej i wschodniej Europie występuje na pogórzu i niżej w górach, w Europie południowo-wschodniej natomiast w wyższych górach. W Polsce występuje głównie w Sudetach i w Karpatach, na nizinach jest bardzo rzadki. W Sudetach Zachodnich był notowany w Górach Izerskich. Stanowiska w Karpatach:
- w Beskidzie Sądeckim: Jaworzynka, Jaworzyna Krynicka, dolina potoku Pusta, Gromadzka Przełęcz
- w Gorcach: polana Gorc Kamienicki, Lubań, górna część doliny potoku Jaszcze między polaną Tomaśkula a Pańską Przehybka
- w Pieninach: po zachodniej stronie Stroni
- w Tatrach i na Podtatrzu opisano 20 stanowisk położonych na wysokościach od 820 m (w Dolinie Olczyskiej) po 1700 m (w Dolinie Tomanowej)[5].

## Morfologia
ŁodygaWzniesiona i nierozgałęziona, lub rozgałęziająca się tylko u samej góry, słabo ulistniona, bez skrzydełek. Osiąga wysokość do 1,5 m.
LiścieO brzegach ząbkowanych z kolcami. Wykazują dużą zmienność kształtu. Na górnej stronie blaszki gołe, bez sztywnego owłosienia, na spodzie biało kutnerowate. Dolne zebrane w odziomkową różyczkę, owalnie lancetowate, bezogonkowe, górne bezogonkowe siedzące skrętoległe, słabo wcięte, niezbiegające po łodydze i malejące w stronę szczytu.
KwiatyKoloru purpurowego lub ciemnopurpurowego, zebrane w jajowate, prosto wzniesione koszyczki o długości do 5 cm średnicy o pajęczynowato osnutej okrywie. Zewnętrzne listki okrywy są kolczaste, górą podbarwione na brunatno. Wszystkie kwiaty w koszyczku są rurkowe, przeważnie są to kwiaty obupłciowe, czasami spotyka się wyłącznie żeńskie.
OwocNiełupka o długości 3,5–5 mm z puchem kielichowym o długości 22–32 mm. Włoski puchu kielichowego na niełupkach i zalążni pierzasto rozgałęzione.

## Biologia i ekologia

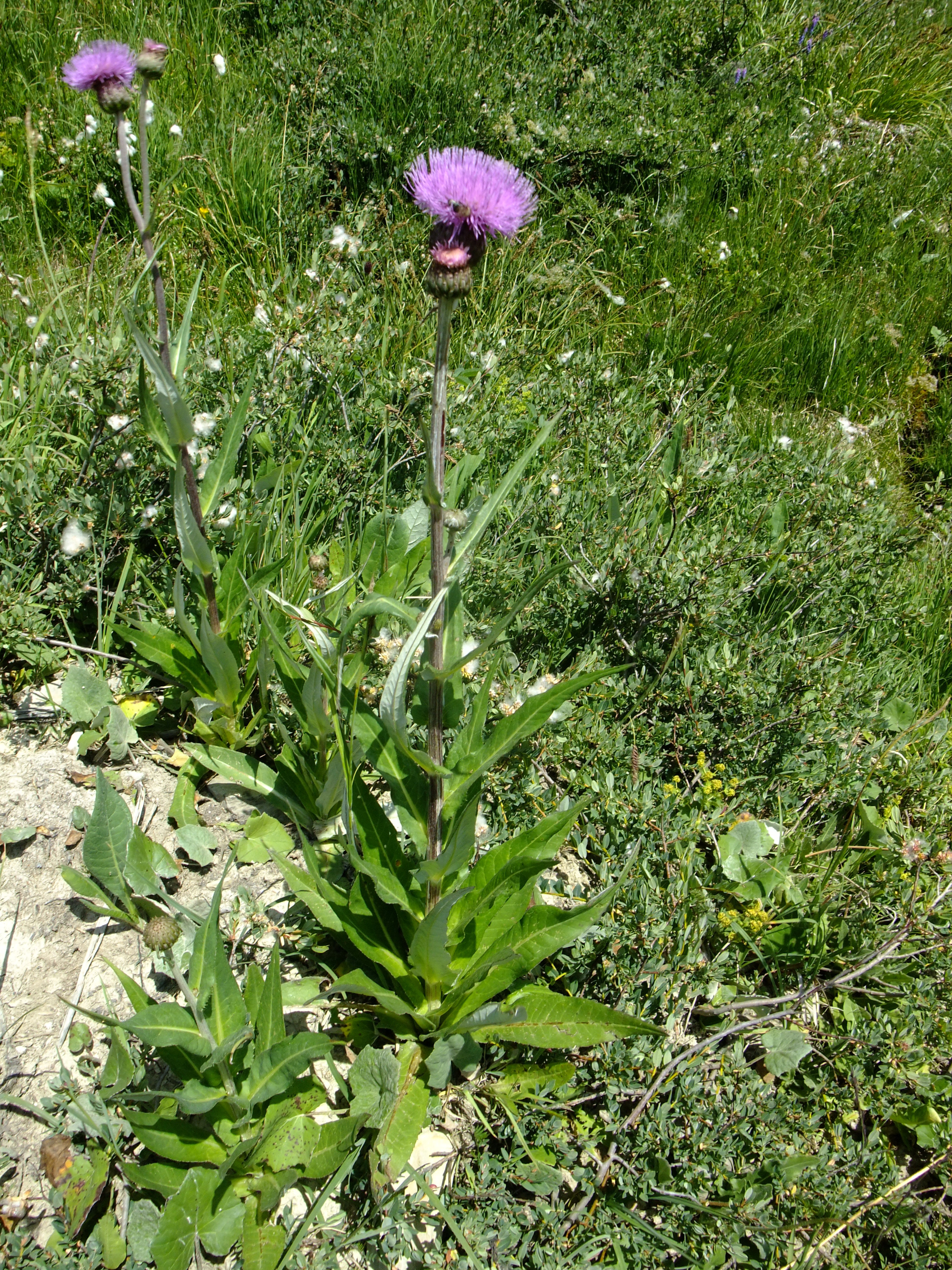
Pokrój

RozwójBylina, hemikryptofit. W pierwszym roku wegetacji tworzy różyczkę liści, w drugim łodygę z kwiatami i owocami. Kwitnie od lipca do sierpnia, jest owadopylny. Kwiaty przyciągają liczne owady, w tym bardzo ciekawe gatunki motyli z rodziny zawisakowatych. Rozmnaża się także wegetatywnie, na niektórych stanowiskach jest to dominujący typ rozmnażania.
SiedliskoPreferuje mokradła śródleśne, wilgotne łąki, zarośla. W Tatrach sięga po piętro kosówki. Rośnie zarówno w pełnym słońcu, jak i na siedliskach zacienionych.
GenetykaLiczba chromosomów 2n =34. Tworzy mieszańce z ostrożniem błotnym, ostrożniem łąkowym, ostrożniem krótkołodygowym, ostrożniem lepkim, ostrożniem warzywnym.

## Zagrożenia i ochrona
Umieszczony na polskiej czerwonej liście w kategorii NT (bliski zagrożenia).
Gatunek nie podlega w Polsce ochronie prawnej. Większość jego karpackich stanowisk znajduje się na podlegających ochronie prawnej obszarach parków krajobrazowych i narodowych (Tatrzański i Pieniński). Na polanie Tomaśkula w Gorcach nastąpił wybitny wzrost liczby osobników, co świadczy, że gatunek ten dobrze zadomowił się w tym miejscu. Czynnej ochrony wymaga natomiast stanowisko na Jaworzynie Krynickiej – niezbędne jest odprowadzenie wody z młaki, a w przyszłości usuwanie zarastających stanowisko drzew.